# Kvalifikace na Mistrovství Evropy ve fotbale 1992 – skupina 7
Zápasy 7. kvalifikační skupiny na Mistrovství Evropy ve fotbale 1992 se konaly v období od 17. října 1990 do 13. listopadu 1991. Ze čtyř účastníků si postup na závěrečný turnaj zajistil pouze vítěz skupiny.

## Tabulka
| Tým     | B | Z | V | R | P | VG | IG |
| ------- | - | - | - | - | - | -- | -- |
| Anglie  | 9 | 6 | 3 | 3 | 0 | 7  | 3  |
| Irsko   | 8 | 6 | 2 | 4 | 0 | 13 | 6  |
| Polsko  | 7 | 6 | 2 | 3 | 1 | 8  | 6  |
| Turecko | 0 | 6 | 0 | 0 | 6 | 1  | 14 |

## Zápasy
| 17. října 1990 15:00 UTC+1                   |        |         |                                                                        |
| Irsko                                        | 5 – 0  | Turecko | Lansdowne Road, Dublin diváci: 46,000 rozhodčí: Erik Fredriksson (SWE) |
| Aldridge 15', 58', 73' O'Leary 40' Quinn 66' | Report |         | Lansdowne Road, Dublin diváci: 46,000 rozhodčí: Erik Fredriksson (SWE) |

| 17. října 1990 20:00 UTC+1       |        |        |                                                                      |
| Anglie                           | 2 – 0  | Polsko | Wembley Stadium, Londýn diváci: 77,040 rozhodčí: Tullio Lanese (ITA) |
| Lineker 39' (pen.) Beardsley 89' | Report |        | Wembley Stadium, Londýn diváci: 77,040 rozhodčí: Tullio Lanese (ITA) |

| 14. listopadu 1990 13:30 UTC |        |           |                                                                     |
| Irsko                        | 1 – 1  | Anglie    | Lansdowne Road, Dublin diváci: 46,000 rozhodčí: Pietro D'Elia (ITA) |
| Cascarino 79'                | Report | Platt 67' | Lansdowne Road, Dublin diváci: 46,000 rozhodčí: Pietro D'Elia (ITA) |

| 14. listopadu 1990 19:00 SEČ |        |                  |                                                                          |
| Turecko                      | 0 – 1  | Polsko           | BJK İnönü Stadium, Istanbul diváci: 25,000 rozhodčí: Alexey Spirin (URS) |
|                              | Report | Dziekanowski 37' | BJK İnönü Stadium, Istanbul diváci: 25,000 rozhodčí: Alexey Spirin (URS) |

| 27. března 1991 20:00 UTC |        |           |                                                                           |
| Anglie                    | 1 – 1  | Irsko     | Wembley Stadium, Londýn diváci: 77,753 rozhodčí: Kurt Röthlisberger (SUI) |
| Dixon 9'                  | Report | Quinn 29' | Wembley Stadium, Londýn diváci: 77,753 rozhodčí: Kurt Röthlisberger (SUI) |

| 17. dubna 1991 20:00 SELČ        |        |         |                                                                                    |
| Polsko                           | 3 – 0  | Turecko | Stadion polské armády, Varšava diváci: 1,500 rozhodčí: Mircea-Lucian Salomir (ROU) |
| Tarasiewicz 72', 80' Kosecki 87' | Report |         | Stadion polské armády, Varšava diváci: 1,500 rozhodčí: Mircea-Lucian Salomir (ROU) |

| 1. května 1991 14:00 UTC+1 |        |        |                                                                         |
| Irsko                      | 0 – 0  | Polsko | Lansdowne Road, Dublin diváci: 48,000 rozhodčí: John Blankenstein (NED) |
|                            | Report |        | Lansdowne Road, Dublin diváci: 48,000 rozhodčí: John Blankenstein (NED) |

| 1. května 1991 18:00 UTC+3 |        |          |                                                                          |
| Turecko                    | 0 – 1  | Anglie   | Atatürk Stadium, İzmir diváci: 25,000 rozhodčí: Wolf-Günter Wiesel (GER) |
|                            | Report | Wise 32' | Atatürk Stadium, İzmir diváci: 25,000 rozhodčí: Wolf-Günter Wiesel (GER) |

| 16. října 1991 17:00 SEČ            |        |                                        |                                                                     |
| Polsko                              | 3 – 3  | Irsko                                  | Stadion Miejski, Poznań diváci: 17,600 rozhodčí: Guy Goethals (BEL) |
| Czachowski 59' Furtok 77' Urban 86' | Report | McGrath 12' Townsend 64' Cascarino 68' | Stadion Miejski, Poznań diváci: 17,600 rozhodčí: Guy Goethals (BEL) |

| 16. října 1991 20:00 UTC+1 |        |         |                                                                                 |
| Anglie                     | 1 – 0  | Turecko | Wembley Stadium, Londýn diváci: 50,896 rozhodčí: Antonio Martín Navarrete (ESP) |
| Smith 21'                  | Report |         | Wembley Stadium, Londýn diváci: 50,896 rozhodčí: Antonio Martín Navarrete (ESP) |

| 13. listopadu 1991 18:30 SEČ |        |             |                                                                          |
| Polsko                       | 1 – 1  | Anglie      | Stadion Miejski, Poznań diváci: 15,000 rozhodčí: Hubert Forstinger (AUT) |
| Szewczyk 32'                 | Report | Lineker 77' | Stadion Miejski, Poznań diváci: 15,000 rozhodčí: Hubert Forstinger (AUT) |

| 13. listopadu 1991 19:30 UTC+2 |        |                             |                                                                           |
| Turecko                        | 1 – 3  | Irsko                       | BJK İnönü Stadium, Istanbul diváci: 42,000 rozhodčí: Zoran Petrović (YUG) |
| Çalımbay 13' (pen.)            | Report | Byrne 8', 58' Cascarino 55' | BJK İnönü Stadium, Istanbul diváci: 42,000 rozhodčí: Zoran Petrović (YUG) |